# Kallima nella
Kallima nella är en fjärilsart som beskrevs av Swinhoe 1894. Kallima nella ingår i släktet Kallima och familjen praktfjärilar. Inga underarter finns listade i Catalogue of Life.